# I Married a Monster from Outer Space
I Married a Monster from Outer Space (bra Casei-Me com um Monstro) é um filme estadunidense de 1958, dos gêneros terror e ficção científica, dirigido por Gene Fowler Jr.